# Bechterevo
Bechterevo è un centro abitato della Russia.
Ha preso l'attuale denominazione nel 1956 in onore di Vladimir Michajlovič Bechterev, natio del posto. In precedenza era nota come Sarali.